# Mislim, da te bom kar poljubil
Mislim, da te bom kar poljubil je zbirka 16 pravljic, ki jih je leta 2008 napisala Eva Škofič Maurer.

## Vsebina
Telička in pravljice
Govori o telički, ki ji je bilo zelo dolgčas, saj se nihče ni hotel igrati z njo. Njena mami krava je raje počivala v senci in prežvekovala travo. Tako je telička hodila okoli in srečevala različne živali: konja, mačko, pujske, kokoši, race ovce, koze ... Vsa žalostna, ker se ni nihče hotel igrati z njo, se je na koncu zaletela v psa. Ta ji je povedal, da je za lovljenje in skrivalnice že malce prestar, lahko pa ji pove kakšno pravljico. Tako je telička našla svojega prijatelja, ki ji je vsak dan pripovedoval pravljice.
Kure se igrajo
Štiri mlade kure in petelinček so se brezciljno potikali po dvorišču. Ker jim je bilo dolgčas, so se kokoške spomnile veliko igric. Igrali so se šolo, izbirale so mis, igrali so se tudi gusarje in marsovce, a kaj ko nobena igra ni bila všeč petelinu. Na koncu so petelina povezale v povoje, saj je bil poškodovan, same pa so se šle zemljo krast.
Vrana Marjana se uči krakati
Ker vrana Marjana ni znala izgovoriti črke R, tudi krakati še ni znala. Pri tem so ji pomagali mama, žaba, sova, race, konj in petelin. Toda vsak jo je naučil le svojega oglašanja. Tako je vrana znala kvakati kot žaba, skovikati kot sova, gagati kot račke, rezgetati kot konj in kikirikati kot petelin. Ker še vedno ni znara krakati je to vsak dan ponavljala s svoja mamico.
Pes in nove hlače
Govori o psu, ki si je kupil nove hlače. Medtem, ko jih je nosil, je ugotovil, da ne more sedeti na tleh, ker bo umazal hlače. Ne more hoditi po vseh štirih, ker se bodo hlače vlekle po tleh. Ko se je ob njega podrgnila mačka, mu je hlače umazala, ker je na njih pustila šop dlak. Tudi steči ni moglel za njo zaradi hlač. Ni mogel izkopati kosti, mahati z repom, da bi osvajal psičke in zato je hlače odvrgel v prvi smetnjak.
Žaba princesa
Govori o žabi, ki je domov prišla z zlato pentljo na glavi. Od takrat naprej je postala čisto drugačna. Ni več skakala, ampak je hodila, ni se več družila s prijateljicami, dolge ure se je gledala v ogledalo ... Ko je to izvedela mami ji je povedala, da jo bodo štorklje prej opazile in pojedle. Vendar žabica je bila prepričana, da jo bo pred tem rešil žabec. In prav to se je zgodilo. Žabico bi skoraj pojedla štorklje, a jo je pred tem rešil žabec.
Zmaji v operi
Pri Zmajevih se je rodil triglavi zmajček, ki je pel, namesto da bi bruhal ogenj. Zato so v deželi zgradili operno hišo, da bi zmajček v njej lahko pel. Ko je bila na vrsti prva predstava so v deželo prieteli zmaji z vseh koncev. Ko je zmajček odpel svoje pesmi, so zmaji namesto aplavza bruhali ogenj in tako je zgorela cela operna hiša. To se je naredilo še nekajkrat, nato pa sta direktoraj zmaje pred novo predstavo v novi operni hiši naučila ploskati. Od takrat naprej pa je operna hiša ostala cela.
Maček Čarli si prisluži žlahtno ime
Govori o mačku, Markizu, ki si je ime izbral kar sam, saj je imel okoli levega očesa črn krog. Mama pa ga je klicala Čarli. Markiz je v svoji družbi glavni, na sebi pa ga moti dolg in tanek rep, zato je dobil tudi ime Podganca. Ko so bili vsi njegovi prijatelji nekje na počitnicah, so se Debeli in njegova druščina še bolj norčevali iz njega. Ko se je ves užaljen vračal domov je z repom dvakrat močno udaril ob steno. Takrat je opazil, da je za seboj pustil dve vijugi, zamislil, si je miš in ji nato dodal še uhlje. Ugotovil je da lahko ustvarja lepe umetnije in od takrat naprej ga ni nihče več zmerjal, sam pa je komaj čakal da bo spet deževalo.
Konj plesalec
Pravljica govori o koju, ki si je v trgovini zaželel navadne podkve. Takrat so se mu vsi posmehovali, pa tudi prodajalec je imel težave, saj takšnega naročila že dolgo niso dobili. Ko so jih le priskrbeli in mu jih pritrdili, je konj stopil ven in pokazal kaj zna z njimi. Vsi so bili navdušeni. Zaplesal je in v tistem trenutku postal zvezda
Račka hoče leteti
Pri mami raci je vladala disciplina, ko je male račke spravljala v vrsto. Vedno pa je v vrsti manjkala Goga. Tokrat pa je Goga bila na jablani za hlevom. Ko je mama prišla do tam, je hotela, da takoj pride dol, saj račke ne letijo in tako bo težko našla ženina. Toda račka ji je povedala, da je leteti prelepo in da niti noče ženina. Takrat ji je mama razložila, da je ona divja račka, ki jo je ata racak rešil pred lovci in da si zato tako želi leteti. Dovolila ji je da bo jeseni odletela na jug, še prej pa ji bo morala pokazati, če to dobro zna. Ko je prišla jesen, je Goga že komaj čakala da odleti.
Žirafa noče v šolo
Mala žirafa ni hotela hoditi v šolo, ker so jo vsi zmerjali z obešalnikom in jo spraševali kakšno je vreme tam zgoraj. Zato si je vsako jutro izmislila, da jo boli grlo, da ne bi odšla v šolo. Toda to ji nikoli ni uspelo. Ko je zjutraj prišla v šolo je zavohala dim in je to tudi povedala, a ji nihče ni verjel. Ko pa je to zavohal slonček so vsi hitro zbežali proti rečnem otočku. Ker na njem ni bilo dovolj prostora za vse, je žirafa stala v vodi. Ko je ogenj ugasnil, so se živali odpravile skupaj s starši domov in Žana je takoj odšla spat. Ko se je zjutraj zbudila, jo je bolelo grlo, pred vrati pa so jo čakali sošolci, da so se ji zahvalili. Nato so se cel dan igrali, saj je šola tako in tako pogorela.
Levček se noče učiti
Mali levček se nikoli ni hotel učiti kaj novega. raje je ležal v senci ali pa nagajal svoji sestrici. Prišel dan, ko bi se moral skupaj s sestrico naučiti kako se očisti kožuh, a tudi tokrat se mu ni dalo. Ulegel se je v senco in opazoval sestrico in mami. Takrat pa je v njegov kožuh skočila bolha. Začel je skakati in rjoveti. Klical je mami in jo prosil naj mu pomaga. Ta ga je nekaj časa pustila, nato pa mu pokazala, kako se popraska in očisti. Tako se je mali levček naučil čistiti dlako pa čeprav se mu ni dalo.
Mačka srečata psa
Mladi mački se morajo v šoli marsičesa naučiti in danes so se učili, kaj naredijo, ko srečajo psa. Niki je čisto podrobno odgovoril na vprašanje, a so se mu vsi iz zadnjih klopi posmehovali. Ko so se po koncu pouka Maks in njegovi prijatelji norčevali iz njega, se je Niki postavil v obrambni položaj, vendar se z najbolj neumnim v razredu že ne bi tepel. Ker se je Maks pognal za njim, je Niki stekel naprej. A Maksu se je na pot postavil potepuški pes. Ker se ga je Maks ustrašil, ga je prosil, naj ga pusti pri miru. Takrat je Niki prestrašil psa in rešil Maksa. Od takrat sta bila Maks in Niki prijatelja.
Medvedek in sneg
Mali medvedek se je po zimskem spanju odšel umiti k potoklu. Tam je tako šprical, da je poškropil tudi zajca, on pa mu je to vrnil. Ko sta tekla po travi, sta se ustavila na jasi in sklenila, da bosta prijatelja. Povedala sta si kaj počneta pozimi in medvedek je zajčku povedal, da bi zelo rad videl sneg. Nasledje jutro je zajček medvedka odpeljal na travnik poln regratovih cvetov in mu tako pokazal sneg, ki ga ni še nikoli videl.
Ribe gredo v hribe
Zgodbica govori o ribaku, ki se je odpravil v hribe. Seveda so mu vsi govorili, da ribe plavajo in hodijo. toda mali ribak se je že poslovil. Novica se je hitro razširila naokoli in pridružila se mu je še jata rib. Spraševale so ga, če je težko, mu povedale da bi lahko plaval. Nekaj jih je plezalo skupaj z njem, a so hitro obupale. Ko je naslednje jutro nadaljeval, je skočil na suho in ugotovil, da bo to še težje. Pomagal mu je galeb in tako je dosegel vrh.
Ježek in dan
Ko je ježek zjutraj moral spat, še ni bil zaspan in zato si je izmislil kar nekaj stvari. Ko so vsi zaspali, se je ježek izmuznil ven. Tam ga je najprej presenetila svetloba, nato pa še vrabec. Ko mu je povedal, da se ga ni treba bati, se je ježek pokazal iz klobčiča. Medtem ko je vrabček iskal hrano, se je ježek odpravil raziskovat. Ko je bil že zelo žejen in lačen, se je ustavil in začel jokati. Našel ga je vrabec in ga potem odpeljal domov, kjer je ježek takoj zaspal in nikoli več ni pomislil, da bi podnevi hodil okoli.
Metuljčkove ljubezni
Iz bube je na svetlobo pogledal cekinček. Veter ga je odnesel, do marjetice, kjer se je napil sladke medice, obležal, čez nekaj časa pa rekel marjetici da jo ljubi. Enako se mu je zgodilo pri zlatici in zvončici. Zvečer je zagledal svetilko, ki se je prižgala na hiši. Zletel je proti njej, postajalo mu je vroče in vse težje je dihal. Mislil je, da je to od ljubezni. Cvetlice so ga opozarjale, na koncu pa ga je rešila vešča in ga odpeljala stran. Padel je na vrtnico in ko se je zjutraj zbudil, je mislil, da so bile vse samo sanje.